# Rumex arnottii
Rumex arnottii är en slideväxtart som beskrevs av George Claridge Druce. Rumex arnottii ingår i släktet skräppor, och familjen slideväxter. Inga underarter finns listade i Catalogue of Life.